# Louis Deharveng
Louis Deharveng, né en 1949, est un entomologiste français, spécialisé dans l'étude des collemboles.

## Taxons dédiés
De nombreux taxons ont été dédiés à Louis Deharveng, dont les genres ou sous-genres :
- Deharvengia Bonnet, 1979
- Rhagidia (Deharvengiella) Zacharda, 1987
- Anebolura (Deharvengina) Pace, 1990
- Deharvengiurus Weiner, 1996

Ainsi que les espèces ou sous-espèces suivantes :
- Acopauropus deharvengi Scheller, 1996
- Acritus deharvengi Gomy, 1981
- Astenus deharvengi Coiffait, 1980
- Atheta deharvengi Pace, 1984
- Baeocera deharvengi Löbl, 1990
- Baeocera louisi Löbl, 2012
- Bogidiella deharvengi Stock & Botosaneanu, 1989
- Caecothrombium deharvengi Mąkol & Gabryś, 2005
- Ceratosphys deharvengi Mauriès, 1978
- Chromatoiulus deharvengi Mauriès, 1983
- Cybella deharvengi Judson, 2017
- Cyclotyphlops deharvengi Bosch & Ineich, 1994
- Deutonura deharvengi Arbea & Jordana, 1991
- Dibamus deharvengi Ineich, 1999
- Diestota deharvengi Pace, 1990
- Dongodytes deharvengi Tian, 2011
- Dugesia deharvengi Kawakatsu & Mitchell, 1989
- Endonura deharvengi Cassagnau & Peja, 1979
- Eusteniamorpha deharvengi Pace, 1990
- Friesea deharvengi Izarra, 1980
- Glyphiulus deharvengi Golovatch, Geoffroy, Mauriès & VandenSpiegel, 2007
- Gnathisotoma deharvengi Najt, 1981
- Gnypeta modesta deharvengi Pace, 1990
- Guiodytes deharvengi Tian, 2014
- Heteromurus deharvengi Mari Mutt, 1985
- Histanocerus deharvengi Burckhardt & Löbl, 1992
- Hypomedon deharvengi Coiffait, 1980, désormais Sunius deharvengi (Coiffait, 1980)
- Hypogastrura deharvengi Jordana & Arbea, 1990, désormais Schaefferia deharvengi (Jordana & Arbea, 1990)
- Indoniscus deharvengi Dalens, 1987
- Isometrus deharvengi Lourenço & Duhem, 2010
- Jujiroa deharvengi Deuve, 2004
- Koeneniodes deharvengi Condé, 1981
- Laosaphaenops deharvengi Deuve, 2000
- Leptorhizoecus deharvengi Williams, 1998
- Leschenellus deharvengi Théry, 2017
- Madrasostes deharvengi Gao, 2009
- Miktoniscus deharvengi Dalens, 1976
- Neanura deharvengi Smolis, Shayanmehr & Yoosefi-Lafooraki, 2018
- Octavius deharvengi Orousset, 1981
- Ozaenaphaenops deharvengi Deuve, 1986, désormais Eustra deharvengi (Deuve, 1986)
- Papuamicrochaetes deharvengi Puetz, 2002
- Paractocharis deharvengi Pace, 1990
- Parisia deharvengi Cai & Ng, 2009
- Phricotelphusa deharvengi Ng, 1988
- Plusiocampa bonneti deharvengi Bareth & Condé, 1996
- Plusiocampa pouadensis deharvengi Bareth, 1996
- Plusioglyphiulus deharvengi Golovatch, Geoffroy, Mauriès & VandenSpiegel, 2009
- Pseudolaureola deharvengi Dalens, 1998
- Saprosites deharvengi Bordat & Théry, 2012
- Scaphisoma deharvengi Löbl & Ogawa, 2016
- Siamites deharvengi Jałoszyński, 2017
- Siamoporus deharvengi Spangler, 1996
- Sinocallipus deharvengi Stoev & Enghoff, 2011
- Speocera deharvengi Deeleman-Reinhold, 1995
- Stenasellus deharvengi Magniez, 1991
- Stenomastax deharvengi Pace, 1990
- Stenomeria deharvengi Cassagnau, 1990
- Sternotropa deharvengi Pace, 1990
- Stevensius deharvengi Deuve, 1987
- Tetracanthella deharvengi Potapov, 1997
- Tribasodites deharvengi Yin & Li, 2011
- Trichopeltis deharvengi Golovatch, Geoffroy, Mauriès & VandenSpiegel, 2010
- Tylopus deharvengi Liu & Luo, 2013
- Vanderhammenacarus deharvengi Leclerc, 1989
- Willemia deharvengi D'Haese & Weiner, 1998
- Xenylla deharvengi da Gama, 1983